# Lewitacja (parapsychologia)

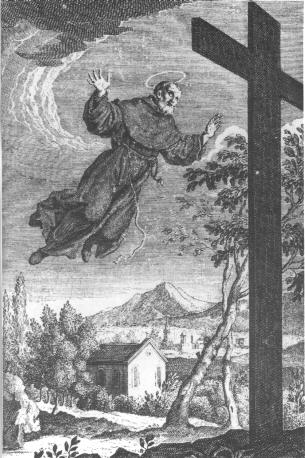
Lewitujący św. Józef z Kupertynu

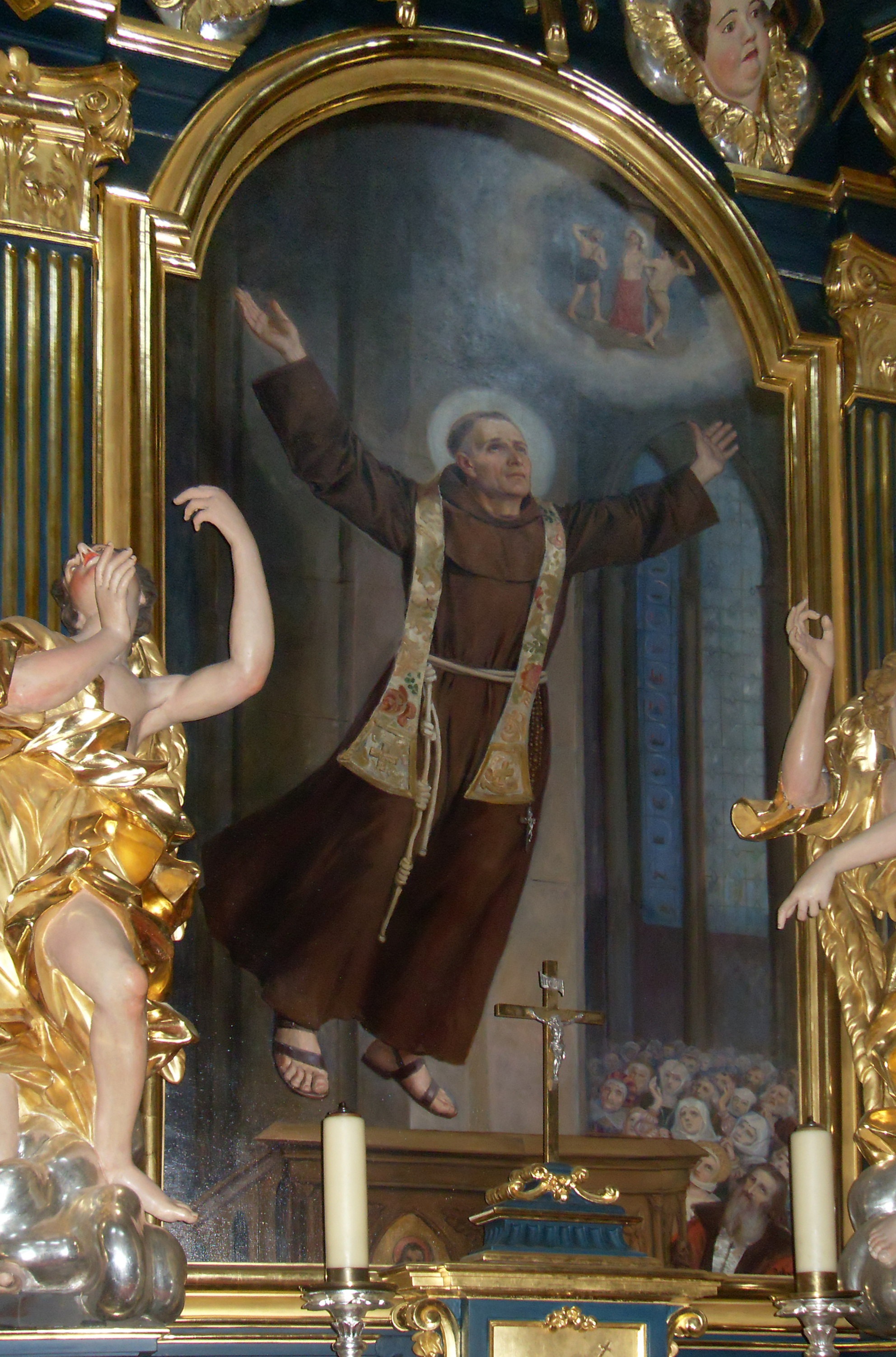
Bł. Władysław z Gielniowa lewitujący nad kazalnicą. Ołtarz z krakowskiego kościoła oo. Bernardynów na Stradomiu

Lewitacja – w parapsychologii podnoszenie i utrzymywanie przedmiotu lub osoby w powietrzu całkowicie bez użycia ortodoksyjnych środków fizycznych lub technologicznych. Istnienie zjawiska lewitacji nie jest udowodnione naukowo i dlatego zalicza się je do paranauki. Zwolennicy niektórych guru i innych indyjskich mistrzów duchowych twierdzili, że ich mistrzowie potrafią lewitować. Chrześcijaństwo uznaje lewitację za łaskę mistyczną i odróżnia ją, jako rzeczywistość wiary, od zjawisk paranormalnych, należących do nurtu ezoterycznego.

## Lewitacja w chrześcijaństwie
Umiejętność lewitacji obserwowano w życiu również niektórych mistyków katolickich, np. św. Józefa z Kupertynu (1603–1663). Ten włoski franciszkanin często doznawał lewitacji, w czasie których trwał zawieszony w powietrzu. Z tego powodu zabroniono mu chodzenia do chóru zakonnego na modlitwy, jak również brania udziału w procesjach i uroczystościach kościelnych. Urządzono mu małą kaplicę w celi klasztornej, by nie pojawiał się publicznie i nie budził sensacji wśród wiernych. W teologii katolickiej uznaje się lewitację za jeden z darów charyzmatycznych i odróżnia się to doświadczenie od zjawisk paranormalnych, uznawanych za ezoteryczne. Lewitacja, jako łaska mistyczna, jest zapowiedzią, antycypacją zmartwychwstania ciał, w myśl słów św. Pawła z Tarsu: zasiewa się ciało zmysłowe – powstaje ciało duchowe. Jeżeli jest ciało ziemskie powstanie też ciało niebieskie (1 Kor 15,42-44). Lewitację w postaci chodzenia po falach morskich opisują również Ewangelie. Dokonywał tego zarówno sam Jezus Chrystus, jak i jego uczeń Piotr Apostoł, mocą wiary w Jezusa:

Lecz o czwartej straży nocnej /Jezus/ przyszedł do nich, krocząc po jeziorze. Uczniowie, zobaczywszy Go kroczącego po jeziorze, zlękli się myśląc, że to zjawa, i ze strachu krzyknęli. Jezus zaraz przemówił do nich: Odwagi! Ja jestem, nie bójcie się! Na to odezwał się Piotr: Panie, jeśli to Ty jesteś, każ mi przyjść do siebie po wodzie! A On rzekł: Przyjdź! Piotr wyszedł z łodzi, i krocząc po wodzie, przyszedł do Jezusa. Lecz na widok silnego wiatru uląkł się i gdy zaczął tonąć, krzyknął: Panie, ratuj mnie! Jezus natychmiast wyciągnął rękę i chwycił go, mówiąc: Czemu zwątpiłeś, małej wiary? Gdy wsiedli do łodzi, wiatr się uciszył (Mt 14,22-33).

W tradycji polskiej, przekazywany jest cud św. Jacka Odrowąża przeprawy przez Dniepr na płaszczu, który faktycznie też był lewitacją.

## Osoby, którym przypisuje się zdolność lewitacji
- Teresa z Avili (1515–1582) karmelitanka, mistyczka, święta Kościoła Katolickiego, doktor Kościoła Katolickiego
- Józef z Kupertynu (1603–1663)[3][4][5], franciszkanin, święty Kościoła Katolickiego
- Władysław z Gielniowa – wymieniony w książce Ludwika Szczepańskiego o mediach i jasnowidzach, błogosławiony Kościoła Katolickiego
- Shirdi Sai Baba – muzułmański fakir, hinduistyczny jogin według książki Sri Sai Satcharitra potrafił lewitować przez kilka godzin podczas snu
- Subbayah Pullavar – jogin, Illustrated London News podało, że 6 lipca 1936 lewitował przy 150 świadkach[6][7]
- Daniel Dunglas Home[8]
- Pio z Pietrelciny – prezbiter i włoski kapucyn, stygmatyk i święty Kościoła Katolickiego
- Maria Baouardy (Maria od Jezusa Ukrzyżowanego) – arabska karmelitanka[9][10], święta Kościoła Katolickiego, wyniesiona do chwały ołtarzy 17 maja 2015 r. w Rzymie
- Maria Franciszka Kozłowska – założycielka mariawityzmu[11] i uznana za świętą w Kościołach mariawickich

## Próby wyjaśnienia zjawiska
Opisy przebiegu lewitacji od początku wiązane były ze wskazaniem na działanie siły unoszącej osobę lewitującą. Św. Teresa od Jezusa (1515-1582) opisując odczucia jakich doznawała w czasie swych lewitacji pisała: „czułam zawsze pod nogami siłę jakąś, podnoszącą mię, tak potężną, że nie wiem z czym ją porównać”.
A. Poulain SJ (1836–1919), teolog, matematyk, polemizując z sądem o możliwości utraty przez ekstatyka ciężaru jego ciała, pisał, że hipoteza ta jest nie do utrzymania z punktu widzenia fizyki, gdyż ruch unoszenia raz rozpoczęty spowodowałby wyniesienie lewitującego w przestworza. Uważał za bardziej logiczne, że „nie zostaje tu nic zniszczone, lecz jest coś dodane, mianowicie siła równa i przeciwna sile ciążenia”.
W 1980 r., na zlecenie Arthura Koestlera (1905–1983), zostało wykonane „łóżko do pomiaru masy”. Jego zadaniem było rejestrowanie zmian wagi bawiących się na nim dzieci lub osób medytujących. Pomysł doświadczenia był oparty na idei, że zmiany nastroju badanych osób wpływają na wahania masy ich ciał. Badania nie zakończyły się sukcesem.
P. Wirowski (ur. 1955) opracował fizyczny model przebiegu zjawiska lewitacji religijnej (RL). Dla potrzeb modelu wprowadził hipotezę, że zaledwie znikoma część otaczającej nas energii posiada własność określaną mianem masy. Pozostała jej większość, którą określił mianem NRM (Not Replaceable with Mass) takiej własności nie posiada i nie koliduje z materią. Ideą modelu jest, że wzmożona mentalna aktywność osoby lewitującej powoduje zwiększenie gęstości otaczającej ją, i związanej z nią, energii NRM. Efektem jest pojawienie się w środowisku energii NRM efektu wyporu, zgodnie z prawem Archimedesa przeciwstawiającego się sile grawitacji (wypór lewitacyjny). W zależności od wzajemnych proporcji pomiędzy wartościami sił grawitacji i wyporu lewitacyjnego, model przewiduje cztery fazy zjawiska RL. Nieruchome zawieszenie ekstatyka w powietrzu zachodzi w (ostatniej) fazie IV.